# Jacques Balutin
Jacques Balutin, nato William Albert Buenos (Parigi, 29 giugno 1936), è un attore e doppiatore francese.

## Biografia

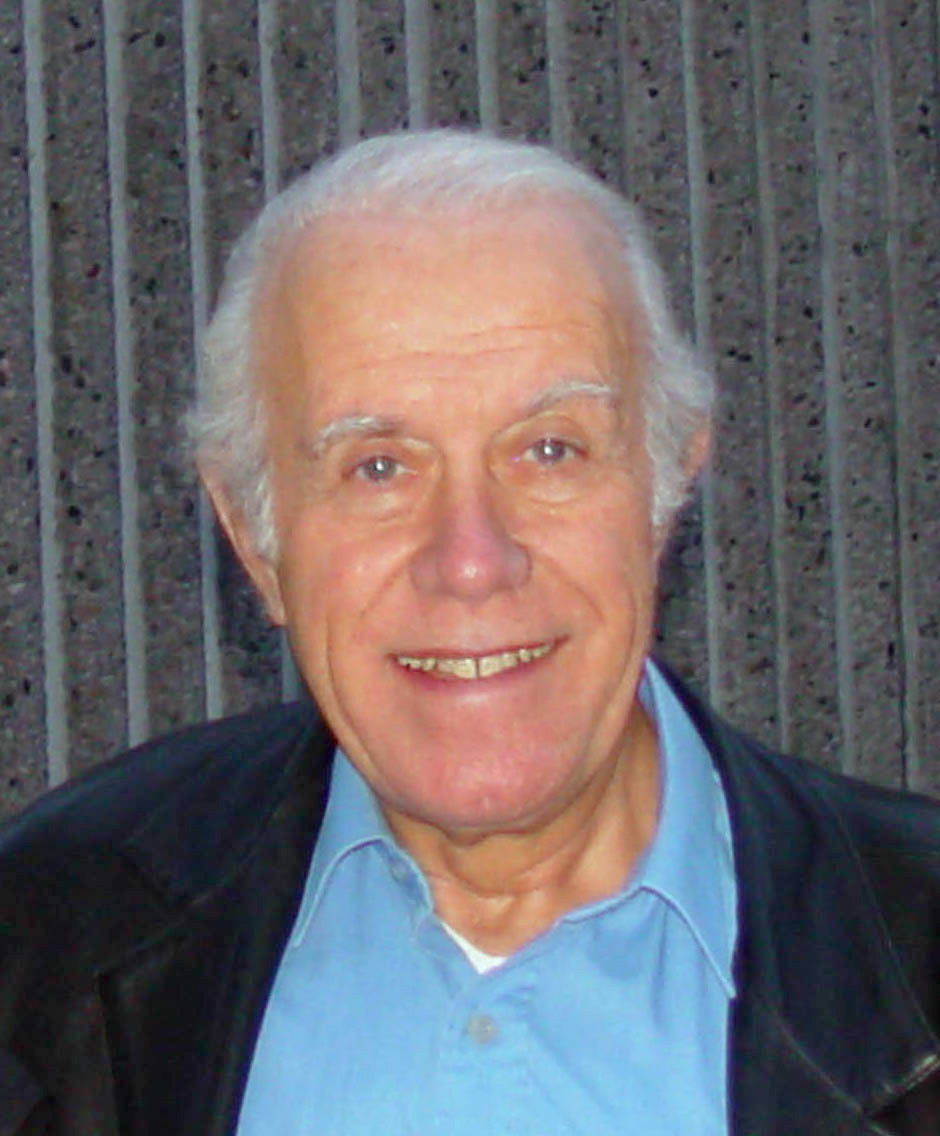
Jacques Balutin nel 2007, al centro culturale di Auderghem in Belgio

Jacques Balutin (nome completo William Albert Buenos) è nato il 29 giugno 1936 nel XIV arrondissement di Parigi, in una famiglia benestante che viveva in Boulevard du Montparnasse. I suoi genitori erano commercianti. Ottenne il diploma di maturità e si iscrisse al Cours Simon. Parallelamente ai suoi studi, fece altri lavori. Le sue prime apparizioni furono al Théâtre Marigny, al fianco di altri nuovi attori arrivati. Rapidamente, Balutin diventò un punto di riferimento nel teatro di boulevard. I registi misero in scena ruoli su misura per lui nei loro vaudeville.
Il successo portò Jacques Balutin a interpretare venti spettacoli teatrali le cui performance furono registrate per la trasmissione del programma di Pierre Sabbagh Au théâtre ce soir. Balutin apparve per la prima volta, nel 1968, nell'opera teatrale Duchesse d'Algues di Peter Blackmore. I francesi scoprirono un giovane attore malizioso, dall'aria costantemente sorpresa, un tonto divertente. Sul palco, ottenne un immenso successo negli spettacoli di Marc Camoletti (La Bonne Adresse, L'Amour propre, On dînera au lit...), Francis Veber (Le Contrat), Neil Simon (La strana coppia e Les Stars con Daniel Prévost), Sacha Guitry (N'écoutez pas Mesdames) o Robert Lamoureux (L'Amour foot, Si je peux me permettre, Le Charlatan...). 
Il suo talento di attore fu utilizzato anche al cinema, dove ottenne ruoli di supporto in film quali Cartouche di Philippe de Broca, Les Copains di Yves Robert o Monsieur Papa di Kad Merad.

## Doppiaggio
Molto noto nel doppiaggio francese, ha dato voce a William Dalton dal 1971 al 1984. Era anche la voce di Yattaran in Capitan Harlock e David Starsky in Starsky & Hutch. È la voce ufficiale di Zig-Zag nei film di Toy Story.

## Filmografia

### Cinema
- Candido o l'ottimismo nel XX secolo (Candide ou l'Optimisme au XXe siècle), regia di Norbert Carbonnaux (1960)
- Don Giovanni '62 (Le Farceur), regia di Philippe de Broca (1960)
- Tire-au-flanc 62, regia di Claude de Givray (1961)
- La bella americana (La Belle américaine), regia di Robert Dhéry e Pierre Tchernia (1961)
- La congiura dei potenti (Le Miracle des loups), regia di André Hunebelle (1961)
- Cartouche, regia di Philippe de Broca (1962)
- Les Culottes rouges, regia di Alex Joffé (1962)
- Le Voyage à Biarritz, regia di Gilles Grangier (1962)
- Coplan prend des risques, regia di Maurice Labro (1963)
- Les Barbouzes, regia di Georges Lautner (1964)
- La Bonne Occase, regia di Michel Drach (1965)
- Ciao Pussycat (What’s new Pussycat), regia di Clive Donner (1965)
- Les Copains, regia di Yves Robert (1965)
- Un milliard dans un billard, regia di Nicolas Gessner (1965)
- Tutti pazzi meno io (Le Roi de cœur), regia di Philippe de Broca (1966)
- Johnny Banco, regia di Yves Allégret (1967)
- Il cervello (Le Cerveau), regia di Gérard Oury (1969)
- Non tirate il diavolo per la coda (Le Diable par la queue), regia di Philippe de Broca (1969)
- Delphine, regia di Éric Le Hung (1969)
- Erotissimo, regia di Gérard Pirès (1969)
- Les Patates, regia di Claude Autant-Lara (1969)
- Appelez-moi Mathilde, regia di Pierre Mondy (1969)
- Un elmetto pieno di... fifa (Le Mur de l'Atlantique), regia di Marcel Camus (1970)
- Un cave, regia di Gilles Grangier (1971)
- Les Portes de feu, regia di Claude Bernard-Aubert (1972)
- Les Joyeux Lurons, regia di Michel Gérard (1972)
- Le Concierge, regia di Jean Girault (1973)
- Opération Lady Marlène, regia di Robert Lamoureux (1974)
- L'Intrépide, regia di Jean Girault (1975)
- Le mille-pattes fait des claquettes, regia di Jean Girault (1977)
- La Vie parisienne, regia di Christian-Jaque (1977)
- Qualcuno sta uccidendo i più grandi cuochi d'Europa (Who is killing the great chefs of Europe?), regia di Ted Kotcheff (1978)
- Sacrés Gendarmes, regia di Bernard Launois (1980)
- Une merveilleuse journée, regia di Claude Vital (1980)
- Ça va pas être triste, regia di Pierre Sisser (1983)
- C'est facile et ça peut rapporter... 20 ans, regia di Jean Luret (1983)
- Flics de choc, regia di Jean-Pierre Desagnat (1983)
- Mon curé chez les Thaïlandaises, regia di Robert Thomas (1983)
- Monsieur papa, regia di Kad Merad (2011)

### Televisione
- La caméra explore le temps - serie TV, 1 episodio, regia di Guy Lessertisseur (1959)
- La Reine Margot - telefilm, regia di René Lucot (1961)
- Mesdemoiselles Armande - telefilm, regia di René Lucot (1961)
- Le Théâtre de la jeunesse (1963-1965)
- Commandant X de Jacques Antériou et Guillaume Hanoteau (1963)
- Le Dossier Pierre Angelet (1963)
- 1re Chaîne (1964)
- Le Commandant Watrin - telefilm, regia di Jacques Rutman da Armand Lanoux
- Gaspard des montagnes - telefilm, regia di Jean-Pierre Decourt (1965)
- La Fille du Régent - serie TV, regia di Jean-Pierre Decourt (1966)
- Les sept de l’escalier 15 (1967)
- Jean de la Tour Miracle - serie TV, regia di Jean-Paul Carrère (1967)
- Lagardère - miniserie TV, regia di Jean-Pierre Decourt (1967)
- Le Chevalier Tempête - serie TV, regia di Yannick Andréi (1967)
- La Bicyclette de Monsieur Arnal, regia di Boris Marois (1967)
- Les Sept de l'escalier quinze B, regia di Georges Régnier (1967)
- Deslouettes père et fils, regia di Arlen Papazian e Claude Robrini (1967)
- Les Saintes chéries - serie TV, 1 episodio, regia di Jean Becker (1970)
- Arsenio Lupin (Arsène Lupin) - serie TV, 1 episodio, regia di Jean-Pierre Decourt (1971)
- Les Six Hommes en question, regia di Abder Isker (1972)
- La Juive du Château-Trompette (1974)
- Le Loup blanc - telefilm, regia di Jean-Pierre Decourt (1977)
- Les Cinq Dernières Minutes, regia di Philippe Joulia (1977)
- HStoria del cavaliere Des Grieux e di Manon Lescaut, regia di Jean Delannoy (1978)
- Les Visiteurs - miniserie TV, regia di Michel Wyn (1980)
- La figlia di Mistral (Mistral's Daughter) - miniserie TV, regia di Douglas Hickox / Kevin Connor, (feuilleton TV) (1984)
- La Valise en carton - serie TV, regia di Michel Wyn (1988)
- Hemingway - serie TV, regia di Bernhard Sinkel (1988)
- Tel père, tel fils - serie TV (1988)
- Aldo tous risques serie TV, 1 episodio (1992)
- Les Cinq Dernières Minutes - serie TV, 1 episodio, regia di Jean-Marc Seban (1995)
- Le Bigdil (1999-2004)
- Les Enfants de la télé (2000-2004)
- Fête de famille - miniserie TV, regia di Lorenzo Gabriele (2006)

### Cortometraggi
- Un jour à Paris, regia di Serge Korber (1962)
- Le Pélican, regia di Pierre Ferrière (1991)
- Keskidi ?, regia di Manuel Pouet (1992)
- L'Éloge, regia di Thierry Teston (2005)

## Doppiaggio

### Cinema
- Elliott Gould in Bob & Carol & Ted & Alice, S.P.Y.S., Quell'ultimo ponte, Capricorn One, L'amico sconosciuto, Amici e nemici, Il diavolo e Max, The Naked Face, The Telephone, Bugsy, Il romanzo di Kheops - Il testamento degli dei, La spirale della vendetta
- Adriano Celentano in Serafino, Bluff - Storia di truffe e di imbroglioni, Il bisbetico domato
- Jim Varney in Ernesto guai in campeggio, Ernesto salva il Natale, Ernesto e una spaventosa eredità
- Herb Edelman in A piedi nudi nel parco, La strana coppia
- Sal Borgese in Con la rabbia agli occhi, Poliziotto superpiù
- Dan van Husen in Il bianco, il giallo, il nero
- Robin Williams in Popeye - Braccio di Ferro

### Animazione
- William Dalton in Lucky Luke, Lucky Luke - La ballata dei Dalton, Lucky Luke - La grande avventura dei Dalton, Lucky Luke'
- Zig-Zag in Toy Story - Il mondo dei giocattoli, Toy Story 2 - Woody e Buzz alla riscossa, Toy Story 3 - La grande fuga, Toy Story 4
- Il bevitore in Il flauto a sei Puffi
- Professore in Teodoro e l'invenzione che non va
- Rufus Roughcut in Wacky Races
- Capitan Fracasso in Tom & Jerry: Il film
- Parabris in Asterix e Cleopatra
- il becchino barbuto West and Soda

## Teatro
- Une histoire de brigands di Jacques Deval, regia omonima (1959)
- Impasse de la fidélité di Alexandre Breffort, regia di Jean-Pierre Grenier (1960)
- Spéciale Dernière di Ben Hecht e Mac Arthur, regia di Pierre Mondy (1960)
- Six Hommes en question di Frédéric Dard & Robert Hossein, regia di Robert Hossein (1963)
- L'Échappée belle di Romain Bouteille e Henri Garcin (1964-1965)
- A piedi nudi nel parco (Pieds nus dans le parc) di Neil Simon, regia di Pierre Mondy (1965)
- La Bonne Adresse de Marc Camoletti, regia di Christian-Gérard (1967-1968, 1972)
- L'Amour propre di Marc Camoletti,  regia omonima (1968)
- Au théâtre ce soir (1968-1982)
- La Paille humide di Albert Husson, regia di Michel Roux (1969)
- Le Contrat di Francis Veber, regia di Pierre Mondy (1969)
- Cash-Cash di Alistair Foot e Anthony Marriott, regia di Michel Vocoret (1969)
- La Manière forte di Jacques Deval, regia di Pierre Mondy (1970)
- La Main passe di Georges Feydeau, regia di Pierre Mondy (1971)
- L'Ouvre-boîte di Félicien Marceau, regia di Pierre Franck (1972)
- Un yaourt pour deux di Stanley Price, regia di Michel Roux (1973, 1989)
- Duos sur canapé di Marc Camoletti, regia omonima (1973)
- Christmas di Alan Ayckbourn, regia di Pierre Mondy (1975)
- La Libellule di Aldo Nicolaï, regia di René Clermont (1975)
- Boeing-Boeing di Marc Camoletti, regia di Christian-Gérard (1976)
- On dînera au lit di Marc Camoletti,  regia omonima (1980)
- Hourra Papa di Jacques Demarny e Maries-Jo Weldon- musica di Jo Moutet, regia di Bobino (1984)
- N'écoutez pas Mesdames di Sacha Guitry, regia di Pierre Mondy (1986)
- La strana coppia (Drôle de couple) di Neil Simon, regia di Jean-Luc Moreau (1987-1988)
- Le Diamant rose di Michael Pertwee, regia di Michel Roux (1990)
- Tiercé Gagnant di John Chapman, regia di Christopher Renshaw (1990)
- Le Prête-nom di John Chapman e Anthony Marriott, regia di Jean-Luc Moreau (1991)
- L'Amour foot di Robert Lamoureux, regia di Francis Joffo (1992)
- Laisse parler ta mère! di Yves Jamiaque, regia di Annick Blancheteau (1994)
- Si je peux me permettre di Robert Lamoureux, regia di Francis Joffo (1996, 1999)
- Le Charlatan di Robert Lamoureux, regia di Francis Joffo (2002-2003)
- Hold-up di Jean Barbier, regia di Jean-Luc Moreau (2005)
- L'Huître di Didier Caron, regia omonima (2008)
- Hibernatus di Jean Bernard-Luc, regia di Nicolas Norest (2009)
- C'est pas le moment! di Jean-Claude Islert, regia di Jean-Luc Moreau (2010-2012)
- Occupe-toi d'Amélie di Georges Feydeau, regia di Pierre Laville (2012-2013)
- Les Stars di Neil Simon, regia di Pierre Laville (2014-2015)

## Radio
Dal 1977 al 2014, Jacques Balutin era uno dei membri di Les Grosses Têtes su RTL.

## Discografia
- Loulou Nenette con Daniel Prévost, Carrère, 1989
- V'la Cubitus Carrère / TF1, 1989
- La Chanson de Cubitus Carrère / TF1, 1990

## Doppiatori italiani
- Carlo D'Angelo in Il cervello
- Gianfranco Bellini in Arsenio Lupin

Da doppiatore è stato sostituito da:
- Ferruccio Amendola in Asterix e Cleopatra
- Saverio Moriones in Lucky Luke - La ballata dei Dalton
- Roberto Colombo in Lucky Luke serie animata 1984
- Enrico Di Troia[1] in Lucky Luke film 1971 e Lucky Luke - La ballata dei Dalton (ridoppiaggio), Lucky Luke - La grande avventura dei Dalton